# Мельница (игра)
Ме́льница — логическая настольная игра для двух игроков. В качестве игровых фигур обычно используются 9 чёрных и 9 белых круглых фишек. Цель игры - убрать все фишки противника.
В 1993 году Ральф Гассер доказал с помощью комбинации альфа-бета-поиска и баз данных эндшпиля, что игра на компьютере сводится к ничьей.

## Исторические и археологические сведения
Игра в «мельницу» была популярна как в Средневековой Европе, так и на Руси. Была также известна как «Девять пляшущих мужчин». В археологическом материале находят доски, на которых играли в «мельницу». Известно, что игра была предметом торговли. До начала IX века из Средней Азии эта игра попала в Норвегию. С IX—X вв. она была распространена в Гокстаде, Старой Ладоге, Новгороде, Пскове, Старой Рязани и других городах.
В норвежском городе Гокстад была найдена двухсторонняя доска, в которую можно было играть в несколько игр — на одной стороне игра в шашки и шахматы, на другой — в «мельницу». На второй стороне изображаются два-три квадрата с разными размерами, которые вписаны друг в друга. Стороны таких квадратов соединяются небольшими поперечными линиями. В Старой Ладоге (в слоях X в.) была найдена часть корабля, на которой остался кусок доски с прочерченными линиями для игры в «мельницу». Считается, что эта находка является самой ранней на Руси находкой доски для игры в «мельницу». Помимо корабельных досок, находили начерченные игровые поля на днищах бочек, каменных плитах и так далее.
Изображения этой популярной игры можно найти в придворных рукописях: «Книге игр» короля Альфонсо X (1240) и во фламандском манускрипте «Роман об Александре» (1338).

## Правила
Игра начинается с того, что при помощи жребия определяется, кто и какими фишками будет играть — чёрными или белыми. Белые начинают первыми. Для игры потребуется игровое поле и набор фишек двух цветов. При игре на квадратном поле требуется по 9 фишек, для поля «улитка» и пятиугольного поля — по 12 фишек каждому.
В начале игровое поле пустое и игроки по очереди начинают выставлять свои фишки на любое свободное место таким образом, чтобы выставить три своих фишки в один ряд. Это продолжается, пока не будут выставлены все имеющиеся фишки. Если получается выстроить ряд из трёх фишек (мельницу), то игрок забирает с поля любую фишку противника. Далее игроки по очереди передвигают фишки на свободные места вдоль линий, также стараясь построить мельницу и забрать фишки противника. Если удается построить 2 ряда по три фишки, то соответственно забирается 2 фишки. Здесь есть одно правило: мельницу можно на одном месте строить несколько раз, но фишка снимается только за первое построение.
Когда у игрока остаётся только три фишки, он получает следующее преимущество: в свой ход он может переставлять свою фишку не обращая внимания на линии на игровом поле, а другой игрок продолжает играть по старым правилам, пока у него тоже не останется три фишки. Проигравшим считается тот, кто больше не может сделать ходов или имеет меньше трёх фишек и не в состоянии построить мельницу.